# Jean-Baptiste Alexandre Cavrois
Pour les articles homonymes, voir Louis-Joseph Cavrois et Villa Cavrois.
Jean-Baptiste Alexandre Cavrois, né le 23 janvier 1774 à Coigneux (Somme), et mort à Versailles le 22 novembre 1820, est un général de brigade français du Premier Empire.

## Biographie
Fils d'un fermier, il s'engage comme volontaire au 1er bataillon du Pas-de-Calais et passe soldat au 14e d'infanterie en 1791. Le 21 novembre 1793, il passe dans la cavalerie où il est nommé sous-lieutenant au 22e chasseurs à cheval en 1793, puis lieutenant le 6 septembre 1798 au début de la campagne d'Egypte. 
Il incorpore le prestigieux corps des chasseurs à cheval de la garde des Consuls en 1802. Capitaine en 1804, il prend garnison au camp de Boulogne. À Austerlitz, il est avec les chasseurs à cheval de la Garde impériale, qui avec les Mamelouks, mettent en déroute les Chevaliers-Gardes russes. Il connait alors gloire et récompenses, chef d'escadron le 18 décembre 1805 et officier de la Légion d'honneur le 14 mars 1806, il est fait chevalier de l'Empire en 1808, puis baron de l'Empire en 1811. Il sert en Espagne puis en Allemagne (1809) où il est nommé colonel du 20e régiment de chasseurs à cheval. Sa carrière connait un arrêt brutal, il est accusé de négligence dans une affaire de chevaux et condamné à un mois d'arrêt au fort de Scarpe en 1812. 
Une fois libéré, il est nommé adjudant-commandant puis chef d'état-major de la 5e division militaire. Promu général de brigade le 4 décembre 1813, il sert en Champagne sous Victor et est blessé à Brienne d'un coup de feu qui lui traverse la mâchoire. Mis en non-activité le 1er septembre 1814 par la première Restauration, il est néanmoins employé dans la division de cavalerie du corps d'observation des Pyrénées-Orientales en avril 1815. Il ne participe pas au retour de l'Empereur lors des Cent-Jours, ce qui ne l'empêche pas d'être mis en non-activité le 19 juillet 1815.
Il meurt à Versailles le 22 novembre 1820, à l'âge de 46 ans.
La sépulture de l'épouse du général est encore visible de nos jours dans le cimetière de Sens (Yonne) avec armes sculptées sur la dalle.

## État de service
- Soldat le 25 septembre 1791 ;
- Sous-lieutenant le 21 novembre 1793 ;
- Lieutenant le 6 septembre 1798 ;
- Capitaine le 21 janvier 1804 ;
- Chef d'escadron le 18 décembre 1805 ;
- Colonel du 20e régiment de chasseurs à cheval le 3 août 1809 ;
- Général de brigade le 4 décembre 1813 ;
- Commandant de la 2e brigade de la 1re division du 2e corps de la Grande Armée (avril 1814 - 1er septembre 1814) ;
- Mis en non-activité le 1er septembre 1814 ;
- Affecté à la division de cavalerie du corps d'observation des Pyrénées-Orientales (23 avril 1815 - 10 juillet 1815) ;
- Mis en non-activité le 10 juillet 1815.

## Campagnes
- Camp de Boulogne (1804) ;
- Campagne d'Autriche (1805) :
  - Bataille d'Austerlitz ;
- Campagne d'Espagne ;
- Campagne d'Allemagne (1809) ;
- Campagne de France (1814) :
  - Bataille de Brienne.

## Blessures
- Blessé à Brienne d'un coup de feu qui lui traverse la mâchoire.

## Décorations
- Légion d'honneur :
  - Officier de la Légion d'honneur le 14 mars 1806 ;
- Ordre royal et militaire de Saint-Louis :
  - Chevalier de Saint-Louis le 20 août 1814.

## Titres
- Chevalier de l'Empire le 20 août 1808, puis,
- Baron de l'Empire le 15 août 1810.

## Armoiries
| Figure | Blasonnement |
|        | Armes du chevalier Cavrois et de l'Empire (lettres patentes du 20 août 1808) Tiercé en bande : au 1, d'azur, à une étoile d'or en chef, acc. à senestre d'un soleil cantonné d'or ; au 2, de gueules, à l'insigne des Chevaliers Légionnaires ; au 3, d'or, à un cor-de-chasse de gueules chargé d'une branche de laurier de sinople, et d'une épée de sable en sautoir. |
|        | Armes du baron Cavrois et de l'Empire (lettres patentes du 23 février 1811) Coupé : au 1, parti a) d'or à trois étoiles d'azur, b) du quartier des barons militaires de l'Empire ; au 2, d'azur, à un croissant d'argent. |

## Famille
- Jean (dit Jean-François) Cavrois (1679-1758) marié en 1714 à Marie Anne Ledoux (1695- ), reçu bourgeois d'Arras en 1703, lieutenant de Saulty
  - Ignace-Dominique Cavrois (1715-1763) marié en 1741 à Marie Isabelle Brongniart 
    - Jean-Baptiste Cavrois (1752-1816) marié en 1773 à Marie Pélagie Eulalie Thuillier
      - Général Jean-Baptiste Alexandre Cavrois (1774-1820) marié à Jeanne Françoise Guyet
        - Charles Alexandre Napoléon de Cavrois, baron de Cavrois (1808-1839)

    - Florent Cavrois (1754-1817) marié en 1778 avec Isabelle Thuillier
      - Louis Constant Cavrois (1788-1853) marié avec Delphine Warenghem
        - Baron Louis Jules Elisée Cavrois de Saternault (1833-1909) marié à Antoinette Lantoine (1843-1920), anobli par le pape Léon XIII, président de l'Académie d'Arras de 1902 à 1906
          - Baron Alexandre Joseph Marie Constant Cavrois de Saternault (1870-1952) marié à Marie Magdeleine Joséphine de Clerck (1877-1964)

  - Gilles Jean-Baptiste Cavrois (1726- )
  - Jean Hubert Cavrois (1729- )
  - Louis Bernard Cavrois (1731-1783) marié en 1755 avec Marie-Thérèse Thorel
    - Louis Benjamin Cavrois marié à Augustine Pezé

  - Antoine Joseph Cavrois (1733-1809) marié en 1756 à Marie-Madeleine Gobe
    - Général Louis-Joseph Cavrois (1756-1833) marié en 1799 avec Marie Louise Victoire Couprie
      - Félix Eugène Louis Cavrois (1803- )